# تأثیر ادیان بر دین زرتشتی
تأثیر ادیان بر دین زرتشتی, مقاله ای در مورد تأثیر ادیان بر باورها و اعمال زرتشتی که ناشی از ورود عقاید به دین و شکل گیری فرقه های زرتشتی مانند خرمی ها و آذرکیوانیان است.

## آیین زروانی
بعضی از محققان بر آنند که آیین زروانی سنتی است متعلق به پیش از زرتشت اما این نظریه نیز رواج دارد که کیش زروانی در دورهٔ هخامنشی بر اثر نفوذ عقاید بابلی پیدا شده‌است. در لوحه‌های بابلی مربوط به قرن پانزدهم پیش از میلاد از ایزدی به نام زروان سخن رفته‌است همچنین در قرن چهاردهم پیش از میلاد در الواح کشف‌شده در یونان، نامی به شکل زروانوس dZa-ar-va-na یافت شده‌است. اسناد مستقیم دربارهٔ آیین زروانی تقریباً بدون استثناء مربوط به زمان ساسانیان هستند ولی یکی دو تا از افسانه‌های دینی زروان که به دست ما رسیده‌است، به اندازه‌ای ابتدایی هستند که باید به عنوان بازمانده‌ای از دیرینگی بسیار نگریست و احتمالاً نخستین گونهٔ باورهای زروانی را بازگو می‌کنند. در معتقدات زروانی اهورا و اهریمن از زروان پدید آمده‌اند. بدین ترتیب که خدای نخستین در مدت هزار سال قربانی کرد تا پسری برایش بیاید و نام او را اورمزد نهد اما عاقبت وی در مورد تأثیر قربانی خود به شک افتاد و این شک باعث شد که دو فرزند در بطن او پدید آید. اورمزد برای قربانی و اهریمن برای شک. زروان وعده کرد که پادشاهی زمین را به فرزندی دهد که زودتر متولد شود. اهریمن رحم مادر را شکافت و خود را بدو نمود که به علت بوی بد زروان او را به فرزندی نشناخت و گفت «تو فرزند من نیستی.» تا اینکه اورمزد با بوی خوش خود را بدو نمود که زروان او را بشناخت. اهریمن وعدهٔ پدر را به خاطر او آورد، زروان پاسخ داد که سلطنت جهان را مدت ۹ هزار سال به اهریمن و پس از انقضای مدت مزبور، برای ابد به اهورامزدا خواهد سپرد. پس اهورامزدا و اهریمن در کار پدیدآوردن هستی آفریده شدند و هرچه که اورمزد می‌کرد همه خوب بود و راست و هرچه اهریمن می‌کرد پلید و وارونه. لحن بدبینانه‌ای از افسانه‌های زروان بگوش می‌خورد. در قطعات زروانی در ادبیات پهلوی اشاره‌هایی بر اینکه اورمزد یک خدای دردکش است، کم نیست. این لحن بدبینانه با نگرش دین‌های دیگر باستانی ایران تفاوت دارد. در این افسانه‌ها، اهریمن یک خدای بسیار توانا است. البته در زمان‌های بعد آیین زروانی دین تازه‌ای در مقابل آیین مزدیسنا محسوب نمی‌شد بلکه بیشتر یک طرز تلقی دیگر از مسئلهٔ خیر و شر بود و نوعی مذهب کلامی در آیین مزدیسنا به‌شمار می‌آمد.

## تغییر آموزه‌های زرتشت
آشنایی ما با باورهای ایرانی از راه اوستاست. به سبب فقدان آگاهی‌های تاریخی هنوز نمی‌توان از روی تفسیر و گزارش اوستا زمان و محل نشئت آیین زرتشت را به‌طور دقیق تعیین کرد یا از چگونگی گسترش آیین مزدیسنا در ایران باستان آگاه شد. در این موارد بحث و تردید بسیار است. در این ناآگاهی آثار نویسندگان یونانی و رومی و قراین و شواهد نوشته‌های آنان کمک به‌شمار می‌رود. با تمام کوششی که در تنظیم و بررسی این نوشته‌ها صورت گرفته، گاه تعبیرات و گزارش‌ها در مواردی مهم و اساسی با یکدیگر متناقض است. در این تناقض عامل زمان و مکان نقش مؤثری دارد. باورهای ایرانی در پهنای یک شاهنشاهی بزرگ و در طول قرون متمادی با تاریخی پرماجرا دستخوش تغییراتی شده و دگرگونی‌های فراوانی را پذیرفته‌است. این نکته را باید در نظر داشت که مورد گسترش آیین زرتشتی در زمان باستان اغراق شده‌است، به احتمال زیاد آیین زرتشت در آغاز یک نهضت محلی در ایران شرقی بوده‌است که هنوز مرزهای آن مشخص نشده‌است. این آیین نو با مقاومت و مقابلهٔ شدید کیش‌های رایج مواجه شد و برای مدتی دراز نتوانست به برتری و چیرگی کامل برسد و چون گسترش یافت، دگرگون شد. آیین زرتشت با آیین‌هایی که در پی انداختن آن‌ها برخاسته بود، درآمیخت و مزدیسنا به گونه‌ای بسیار متفاوت در ایران انتشار یافت.